# Лејла Хот
Лејла Хот (Београд, 9. април 1986) српска је поп певачица, текстописац и музичарка.

## Биографија
Лејла Хот рођена је 9. априла 1986. године у Београду. Завршила је музичку школу „Мокрањац” у Београду, у секцији соло певање и клавир, а потом дипломирала на Београдској музичкој академији (секција клавир).
Учествовала је у првом такмичењу емисије Идол у Србији и Црној Гори. Након тога, заједно са још три финалиста из емисије, формирала је бенд под називом Лу Лу који је учествовао у такмичењу Беовизија 2005. и квалификовали се за национално финале Европесма у избору за представника Србије и Црне Горе на Песми Евровизије 2005. године.
Као соло уметник, Лејла је учествовала на фестивалу Пјесма Медитерана 2006. године. Популарност јој је порасла након освајања награде на фестивалу Сунчане скале 2007. са песмом Суза стихова.
Од 2013. активна је у синхронизацијама цртаних филмова (највише Дизнијевих) за Ливада продукцију.

## Дискографија
| Албум             | Назив                 | Издавачка кућа |
| ----------------- | --------------------- | -------------- |
| Хот ми је презиме | Интро                 | Сити рекордс   |
| Хот ми је презиме | Шта је љубав          | Сити рекордс   |
| Хот ми је презиме | Кад другом срце дам   | Сити рекордс   |
| Хот ми је презиме | Пола сунца            | Сити рекордс   |
| Хот ми је презиме | Хот ми је презиме     | Сити рекордс   |
| Хот ми је презиме | Откуцај               | Сити рекордс   |
| Хот ми је презиме | Чекајући принца       | Сити рекордс   |
| Хот ми је презиме | Кад помислим на тебе  | Сити рекордс   |
| Хот ми је презиме | Да ти си ту           | Сити рекордс   |
| Хот ми је презиме | Суза стихова          | Сити рекордс   |
| Хот ми је презиме | Да твом срцу топло је | Сити рекордс   |

## Улоге у синхронизацијама
| Година | Наслов                                | Улога                         |
| ------ | ------------------------------------- | ----------------------------- |
| 2013.  | Залеђено краљевство                   | Ана (певање)                  |
| 2014.  | Рио 2                                 | Бисерка (певање)              |
| 2015.  | Грозница залеђеног краљевства         | Ана (певање)                  |
| 2016.  | Вајана                                | додатни гласови               |
| 2017.  | Залеђено краљевство: Празник с Олафом | Ана (певање)                  |
| 2017.  | Коко                                  | додатни гласови               |
| 2017.  | Лепотица и звер (2017)                | Бел (певање), додатни гласови |
| 2016.  | Тролови (2016)                        | Кадифа                        |
| 2019.  | Тајни агент Мјау                      | додатни гласови               |
| 2019.  | Аладин (2019)                         | део хора                      |
| 2019.  | Залеђено краљевство 2                 | Ана (певање), део хора        |
| 2019.  | Краљ лавова                           | Нала (певање), део хора       |
| 2019.  | Покахонтас (званична синх.)           | део хора                      |
| 2019.  | Покахонтас 2: Путовање у нови свет    | део хора, додатни гласови     |
| 2019.  | Прича о играчкама 4                   | део хора                      |
| 2019.  | Снежана и седам патуљака              | део хора                      |
| 2020.  | Капетан Сабљозуби и магични дијамант  | део хора                      |
| 2020.  | Тролови: Светска турнеја              | Кадифа                        |
| 2021.  | Енканто: Магични свет                 | део хора                      |
| 2023.  | Жеља                                  | Аша                           |